# Pseudoleskea filamentosa
Pseudoleskea filamentosa là một loài Rêu trong họ Leskeaceae. Loài này được (Dicks. ex With.) C.E.O. Jensen miêu tả khoa học đầu tiên năm 1887.